# هذا محمد
كتاب هذا محمد الذي يروي قصة النبي محمد. كان الدكتور محمد سعيد العولقي من ابتكر فكرة الكتاب، ليكون فيما بعد أكبر كتاب في العالم وأول كتاب عربي دخل موسوعة غينيس  العالمية للأرقام القياسية كأكبر كتاب في العالم بتاريخ 27 فبراير من عام 2012. برعاية من الشيخ حمدان بن راشد آل مكتوم 

## نبذة عن المشروع
بدأت رحلة الإبداع بالحلم في تقديم ما هو غير مسبوق والذي شيدت مجموعة مشاهد الدولية صرحه الكبير من خلال مشروعها الإنساني عبر كتاب هذا محمد ليشكل بداية جديدة لتسجيل اسم العرب والمسلمين في إنجاز عظيم.
بيد أن فكرة كتاب هذا محمد لم تكن وليدة صدفة وانما جاءت ثمرة تفكير مطول في فكرة هادفة إلى ايصال الصورة الحقيقية عن رسولنا العظيم محمد صلى الله عليه وسلم، والتعريف بسيرته المشرفة والمشرقة وديننا الاسلامي الحنيف الذي كان رسالة حق وحضارة وعدالة وانسانية، إلى العالم اجمع.
لقد جاءت فكرة كتاب هذا محمد بعد تفكير ابداعي بطريقة عصرية عالمية لتخاطب العالم بمنظور علمي ولتشرح لجميع العالم من هو محمد صلى الله عليه وسلم وللتعريف بسيرته العطرة مقتدين بنهجه الحكيم عبر هديه وحثه على القراءة والعلم ولأننا أمة اقرء كان لابد أن تخلد هذه الخصلة عبر أكبر كتاب.

## اطلاق مشروع للعالمية
بعد دراسات استمرت لمدة عام من اجل معرفة سبب الإساءة للرسول، اتفق علماء الاجتماع وكبار شركات التسويق وقالو ان لدينا احسن منتج واسوء مسوق، لدينا احسن قضية وأسوء محامي، لدينا احسن نموذج واسوء ممثل لهذا النموذج، وان لدينا جوهرة اسمها الاسلام وعندنا كنز هو رسول الله صلى الله عليه وسلم بشخصيته ومثله للعالمين، ولدينا ناس يطلق عليهم مسلمين ولكنهم لا يجسدون هذا الدين بالشكل الصحيح، لذا فقد أخذ الغرب عن الإسلام انطباع غير جيد ومن واجبنا تعديل ذلك.

## دخول موسوعة جنيس للارقام القياسية
الهدف هو تعريف العالم عن الاسلام والمسلمين ونبي الإسلام باسلوب عصر الواحد والعشرين باسلوب معاصر ومنها موسوعة جنيس للارقام القياسية، ولا شك أن العالم اليوم صار ينظر بقدر كبير من الاهتمام إلى موسوعة غينس للأرقام القياسية عالميا ومن كل الفئات، ويتطلعوا لمعرفة ما يدخل هذه الموسوعة، لذا تم ادخال المشروع للموسوعة بهدف الوصول منه إلى ملايين البشر في مختلف أرجاء المعمورة، وسيدفع هذا المشروع من لم يستطع الوصول إلى هذا الكتاب على الأقل إلى القراءة والتطلع إلى معرفة هذه الشخصية التي حظيت بمثل هذا الاهتمام.

## رؤية الكتاب
اثراء الساحة الاعلامية من الموروث النبوي الشريف ونشر سيرة الرسول بالاساليب العصرية الحديثة وتطويعها للدعوة إلى الله وخصوصا الإعلام الجديد وتعريف الناس وتغير المفهوم والمعلومات المغلوطه عنه.

## رسالة الكتاب
نشر القيم والاخلاق المحمدية على شباب ست دول غربية وبعث رسالة السلام والمحبة المحمدية وتعديل ما تشوه من القيم النبيلة من خلال الحملات التطوعية.

## أهداف الكتاب
- نشر سيرة الرسول صلى الله عليه وسلم مليون شخص خلال خمس سنوات
- تسجيل رقم قياسي في موسوعة غينيس جديد ثقافي إسلامي لعام 2012
- لفت انتباه 70 % من القنوات الفضائية والوسائل الاعلامية المحلية والعالمية إلى هذا الإنجاز
- المساهمة خلال 5 سنوات لتغير فكر 300 الف مواطن غربي عن (محمد) صلى الله عليه وسلم.

## بداية القصة
بدأت الفكرة في بداية العام 2010 عندما اجتمع الدكتور محمد سعيد العولقي بطاقم العمل في مجموعة مشاهد الدولية أنذاك لمناقشة كيفية العمل بهذا المشروع وبدء العمل بوضع الخطة اللازمة لتنفيذ المشروع.
ادركت مجموعة مشاهد ومنذ اللحظات الأولى للمشروع حجم التحديات التي لا يستهان بها، قررت مواجهتها اذ ان الاقدام على هكذا مغامرة ذات طابع علمي وتاريخي موثق، لموضوع كبير، لا يمكن الا ان يأتي مشفوعاً بالكثير الكثير من التصميم، المقرون برؤية واضحة لا لبس فيها ولا خلل، ولانه مشروع رائد بكل تفاصيله ووجوهه، فقد آلت مجموعة مشاهد العالمية على نفسها، ان تسخر له ما يستحقه من امكانات مادية وفنية كبيرة، فكان ثمرة عمل دؤوب استمر لشهور متواصلة، وقفت وراءه مهارات وعقول نيرة مستنيرة، وكوادر فنية منتقاة بعناية فائقة، حيث جمع المشروع بين ثمين المعرفة، ودقة الصنعة بامتياز، فكان كما ارادت الشركة المنفذة عملا ً ثقافيا وفنيا رائعاً، يغص بموثوق الوثاق ودقيقها، مثلما هو رسالة دينية وحضارية انسانية بكل المقاييس، وجاء الكتاب بديع الصنعة، رائع المعاني، رحب المعارف، وافي الصفات، لكي يليق بسيد الخلق واكرمهم سيدنا محمد صلى الله عليه وسلم، صاحب اعظم رسالة سماوية.

### المؤتمر الصحفي
نظمت مجموعة مشاهد العالمية بقيادة الدكتور محمد بن سعيد العولقي مؤتمرا ً صحفيا ً في فندق برج العرب بمدينة دبي في 17/08/2011 لمعظم وسائل الإعلام في الشرق الأوسط، أعلنت فيه عن مشروع تم بدأ العمل فيه في 10/10/2010 يهدف إلى إدخال أول كتاب عربي إلى موسوعة غينيس للأرقام القياسية، وهو عبارة عن موسوعة ميسرة لسيرة الرسول محمد صلى الله عليه وسلم. زد على ذلك انه يمثل رسالة عربية حضارية إلى العالم، من شأنها ان تظهر للآخر، حقيقة الرسالة المحمدية، وانسانية مقاصدها، في وقت تكالب فيه المغرضون للتشويه بالإسلام والمسلمين، والصاق التهم بهم، في إطار مخططات آثمة تهدف إلى الإساءة إلى الدين الاسلامي الحنيف، الذي جاء هداية للأجمعين.

### حفل إطلاق الكتاب
أماطت مشاهد العالمية اللثام عن مشروعها العملاق في حفل إطلاق الكتاب - في 27/02/2012 برعاية سمو الشيخ حمدان بن راشد آل مكتوم كما أعلن ممثل موسوعة غينيس للأرقام القياسية (فارما) عن تسجيل كتاب هذا محمد صلى الله عليه وسلم بصفته أكبر كتاب في العالم، وتمت إزاحة الستار عنه في حفل ضخم حضره شخصيات عربية وإسلامية من مختلف دول العالم  وقد حقق النجاح المطلوب بالتعاون مع:
- مكتب سمو الشيخ حمدان بن راشد آل مكتوم
- الهيئة العالمية للتعريف بالرسول صلى الله عليه وسلم [8]
- شركة عواصم الدولية للاستثمار العقاري
- شركة فايز السعيد للصوتيات
- شركة انفغو
- المذيع حسين العامري
- إمام الحرم الشيخ عادل بن سالم الكلباني [9]
- دكتور عبد الرحمن التمامي
- الشيخ محمد العريفي [10]

## العاملين على المشروع
- الدكتور محمد سعيد العولقي [11]
- رنا الغاوي (المنسقة العامة)
- محمد الاحمر (مدير تسويق المشروع) سفير التسامح

## الشهادات الممنوحة من موسوعة غينيس للمشروع
منح الكتاب خمس شهادات مختلفة في موسوعة غينيس للأرقام القياسية  وهيا:
1. أطول كتاب في العالم.
2. اعرض كتابا في العالم.
3. أثقل كتاب في العالم.
4. أغلى كتاب في العالم.
5. أكبر كتاب في العالم.

## معلومات انجاز الكتاب
تم صناعة الكتاب الكبير في دبي بمواد مستورده من ألمانيا بطريقة مبتكره ليسهل فكها وتركيبها حيث يتم لف صفحات الكتاب بطريقة خاصة حتى لا تتلف وتم استخدام التيتانيوم في مجسم الكتاب والقاعدة لكي لايصدأ.

## قياسات الكتاب
يبلغ طول الكتاب 5 أمتار وعرض 8.6 أمتار وبوزن 1500 كجم  بعدد صفحات النسخة المصغرة كامله 431 صفحة، مستخدمين ورق فاخر، بمده زمنية من 7 شهور إلى 9 شهور كما عمل على الإنتاج 300 فني.

## محتوى الكتاب
يحتوي الكتاب على موسوعة ميسرة في التعريف بنبي الرحمة محمد صلى الله عليه وسلم من تأليف الشيخ خالد السيد روشة ود. محمد بن عبد الله الدويش، واشرف عليها، الدكتور عادل الشدي، والاستاذ الدكتور عثمان المزيد ود. محمد سعيد العولقي، بالتعاون مع رابطة العالم الإسلامي، الهيئة العالمية للتعريف بالرسول ونصرته وتم تأليف الكتاب وجمع معلوماته في مدة ثلاث سنوات.

### لماذا هذا المحتوى
لقد تم اختيار هذا الكتاب ليكون محتوى لمشروع أكبر كتاب في العالم لأن الكتاب يحتوي على  سيرة رسول الله صلى الله عليه وسلم ولكن بسرد جديد يتصف بجرأة وأسلوب السهل الممتنع، ليغوص القارئ في خبايا حياة الرسول كانسان، ليكتشف جوانب خفية ومدهشة عنه.
وانه يسرد إنسانية نبي الإسلام الفريدة، واقتحم واضعي الكتاب الكثير من المناطق الشائكة لترصد واقع التعامل المدني بين الرسول واهل الكتاب وكيف حافظ على حقوقهم، وكيف منح لهم الحياة الكريمة وساوى بينهم وبين المسلمين وكيف وجه من هم من بعده بالأفعال على سلك هذا المنهج.
في كتاب «هذا محمد»، تمهيد مدهش لصعود دولته وسرد بديع يأخذ القراء المسلمين وغير المسلمين لعالم الواقع ليسهل عليهم تصور حياته لوكان بيننا الآن.
يعد هذا الكتاب من أكثر الكتب ندرة لأنه مناسب لغير العرب والمسلمين وهذا ما جعله يحافظ على المرتبة الأولى بين الكتب ويقتنيه كل من يريد التعرف على الإسلام والرسول وكل من يرغب في اهداء اصدقائهم هداية قيمة تتناسب مع دعوات نشر ثقافة التسامح وسد الفجوة المعرفية بين مختلف اطياف سكان العالم.

### الكتاب يحتوي على
- رؤية عن قرب.
- محمد صلى الله عليه وسلم الإنسان.
- يوم في حياة محمد صلى الله عليه وسلم.
- اخلاق محمد صلى الله عليه وسلم.
- محمد صلى الله عليه وسلم والاخرون.
- محمد صلى الله عليه وسلم في السلم والحرب.
- ماذا غير محمد صلى الله عليه وسلم في أمته.
- مرض محمد صلى الله عليه وسلم وتعامله مع المرض.

## قالوا في الكتاب
- حدث عظيم والأول من نوعه، وهو تعريف بسيرة الرسول محمد صلى الله عليه وسلم ليس بالعالم الإسلامي فقط بل بالعالم أجمع. (كلمة الشيخ حمدان بن محمد بن راشد آل مكتوم في حفل إطلاق الكتاب)[16]

- الهدف من هذا المشروع تعريف الناس بمحمد صلى الله عليه وسلم وجعل الناس تلتفت لشخصه وتوزيع مليون نسخة من الكتاب في العالم أثناء رحلة الكتاب العالمية. (كلمة الدكتور محمد سعيد العولقي في حفل إطلاق الكتاب)[17]

- هذا المشروع إنجاز عالمي يحق لنا أن نفخر بالعمل به وإنه لمسؤولية كبيرة يجب علينا أن نتحلى بالصبر لنصل بهذا الإنجاز للعالمية وسنحقق هذا الهدف بإذن الله. (كلمة المشرفة على الكتاب – أ. رنا عبد الجبار عزالدين المسؤولة عن تنقلات الكتاب وعرضه)
- أرجو أن يؤدي الغرض وهو تعريف الناس بالشخصية التي أثرت بحياة الأمه عموما (الإسلامية بشكل خاص والعالمين بشكل عام) (وماأرسلناك إلا رحمة للعالمين). (كلمة الشيخ عادل بن سالم الكلباني – إمام الحرم السابق أثناء تواجده في حفل إطلاق الكتاب في العالم)

## رحلة الكتاب داخل دولة الأمارات العربية المتحدة
- ابن بطوطة مول – دبي [18] من 12\03\2012 إلى 30\04\2012 صاحَب عرض الكتاب انطلاق حملة المليون توقيع لجمع مليون توقيع لأفضل شخصية على وجه الأرض محمد صلى الله عليه وسلم واستضافة العديد من الشخصيات المهمة في المجتمع للمساهمة في التوقيع على الكتاب.
- العين مول – العين [19] من 17\08\2012 إلى 17\09\2012 صاحَب عرض الكتاب حملة المليون توقيع وبعض الفعاليات كاستضافة نجوم ولاعبين كرة قدم من دولة الإمارات للتوقيع على الكتاب.
- المشرف مول – أبوظبي [20] من 27\09\2012 إلى 27\10\2012 صاحَب عرض الكتاب حملة المليون توقيع وفعاليات رمضانية كاستضافة رجال علم ودين لاعطاء كلمة عن الكتاب.
- القرية العالمية – دبي [21] من 15\11\2012 إلى 06\04\2013 صاحَب عرض الكتاب حملة المليون توقيع واستضافة شخصيات مهمه من رجال دين وفنانين ولاعبين كرة للمشاركة في حملة المليون توقيع بالإضافة لحملة العمرة التي ساهمت بإرسال أشخاص من الجمهور لأداء العمرة.
- العربي سنتر - دبي [22] من 18\04\2013 إلى 18\05\2013 صاحَب عرض الكتاب حملة المليون توقيع وحملة للتعريف بأهداف الكتاب بالإضافة للزيارات الخاصة للمشاركة بالتوقيع على الكتاب.
- الحمرا مول – رأس الخيمية [23] من 06\06\2013 إلى 30\06\2013 صاحَب عرض الكتاب حملة المليون توقيع وحملة توعوية للأجانب عبر الشرح لهم عن مشروع الكتاب والهدف منه.
- دبي مول – دبي من 08\07\2013 إلى 13\08\2013 رمضان 2013 صاحَب عرض الكتاب حملة المليون توقيع والاستضافات للأهم الشخصيات في الدولة وانطلاق حملة الورود بمناسبة شهر رمضان المبارك لتعريف الأجانب بنبي الرحمة عبر توزيع ورود تحمل بطاقة تعريفية بأخلاق محمد صلى الله عليه وسلم على الأجانب في دبي.
- مدينة الطفل – بلدية دبي [24] من 14 نوفمبر 2013 إلى 4 ديسمبر 2013 صاحَب عرض الكتاب حملة المليون توقيع وحملات للأطفال لتعريفهم بمشروع الكتاب وشرح ماهو الهدف منه.

## زوار الكتاب والموقعين المشاهير
| الشيخ محمد بن راشد آل مكتوم            | الشيخ حمدان بن راشد آل مكتوم      | الشيخ راشد بن حمدان آل مكتوم |
| مفتي كوسوفا نعيم ترتافا                | المستشار الثقافي السعودي          | الملحق الثقافي السعودي       |
| الإعلامي عبد الحكيم حمادي              | وكيل وزارة التعليم العالي السعودي | رئيس ثري بي إبراهيم جابر     |
| البطل العراقي فريد لفتة                | المذيع أحمد الشقيري               | السفير المصري في الإمارات    |
| لاعب نادي الزمالك أحمد حسن             | المذيع حمود الفايز                | الاعلامي يزيد مواقي          |
| السياسي أحمد شفيق                      | الفنان وجدي العربي                | الإعلامية هالة سرحان         |
| الإعلامي سالم ثابت                     | صالح محمد الدغاري                 | الشيخ أبو بكر الحامد         |
| الشيخ عادل الكلباني                    | الفنان خالد علاء الدين            | الاعلامي فهد المنجومي        |
| مدير إدارة الحمرا مول السيد وسام الدرة | الشيخ محمد المهنا                 | الشيخ عبد الرحمن التمامي     |
| محمد عادل الخليفي                      | حسين الصادي جامعة الخليج          | المهندس محمد الخليفي         |
| اسلام بسيوني                           | الاعلامي خيري رمضان               | الصحفي محمد بن سعد           |
| الاستاذ راشد السعيد                    | سعاد التيجاني                     | المنشد طارق جابر             |
| الدكتور نورمان خلف                     | عبد الله الزعبي                   | الاعلامية منيرة سعود         |
| احمد شعبان                             | عبد الرحمن السيالي                | الاستاذ بدر الروقي           |
| وزير الاستثمار السوداني                | سلفر مشاهير الكيك                 | المذيعة لجين عمران           |
| الفنان قصي حاتم العراقي                | الناشطة الاجتماعية زينب العقابي   | الاعلامي حسن حبيب            |
| المذيع مصطفى الاغا                     | الفنان محمد كريم                  | الدكتور محمد ناجي            |

## شخصيات ساهمت بدعم الكتاب
- الشيخ حمدان بن راشد آل مكتوم عبر طباعة 50 ألف نسخة من الكتاب [26]
- وزارة الداخلية - شرطة أبوظبي
- هيئة ال مكتوم الخيرية
- أكاديمية شرطة دبي عبر طباعة كمية من الكتاب
- رجل الأعمال السيد أبو بكر الحامد عبر طباعة 10 الاف نسخة من الكتاب
- رجل الأعمال كمال مصطفى عز الدين
- شركة جاسكو عبر طباعة كمية من الكتاب
- السيد عبد الله عبد الكريم عبر اقتناء مجموعة من الكتاب واهداءها

## الشهادات والاوسمة الممنوحة للكتاب وصاحب الكتاب
- وسام ولدنبرغ من بريطانيا لأكثر الشخصيات تأثيرا في عام 2013
- سفيرا للنويا الحسنة من المجلس الدولي لحقوق الانسان
- أعلى وسام إعلامي في مصر للدكتور محمد سعيد العولقي.
- تكريم الدكتور محمد سعيد العولقي من قبل هيئة المحامين.
- جائزة أفضل فكرة في القرية العالمية.
- رسالة شكر صاحب السمو الملكي الأمير سعود بن نايف بن عبد العزيز آل سعود أمير المنطقة الشرقية
- رسالة شكر من نائب أمير قصيم.
- رسالة شكر من معالي ناصر الداود.
- رسالة شكر من معالي فيصل بن عبد الرحمان معمر.
- رسالة شكر من مفتي لبنان .
- رسالة شكر من مدير جامعة الملك سعود.
- رسالة شكر من مدير جامعة أم القرى.
- رسالة شكر من وزارة الثقافة والاعلام البحرينية .
- استضافة الكتاب والدكتور محمد سعيد العولقي في دار البر

## إنتاج اوبريت هذا محمد
قام كوكبة من الفنانين الكبار بالوطن العربي والمنشدين بالمشاركة في نشيدة خاصة لهذا الكتاب  من كلمات الشاعر الشيخ د- ناصر الزهراني، ولحنها الملحن فايز السعيد، وأنشدها كلاً من:
- فنان العرب محمد عبده.[29]
- الفنان فايز السعيد.
- الفنان حسين الجسمي.
- المنشد الوسمي
- المنشد أسامه الصافي
- المنشد محمد عبيد .
- الفنان فؤاد عبد الواحد.
- الفنان أحمد برهان.
- الفنان جاسم المهيري.
- المنشد على النقبي.
- المنشد ناصر المغني.
- الفنان علي إسماعيل.
- الفنان حسين أحمد.

## الحملات والمؤتمرات الخاصة بموضوع الكتاب
- حملة المليون توقيع برعاية سمو الشيخ راشد بن حمدان ال مكتوم للتعبير عن حب الرسول وبمشاركة الزائرين.[30]
- تاسيس هيئة المحامين المسلمين للدفاع عن الرسول [31]، وهي هيئة اخذت على عاتقها سن قوانين ومتابعة المسئين من خلال الجهات الرسمية والتقليل من حجم ردود الأفعال الغير مسؤولة.
- حملة نبي الرحمة: ذات طابع عصري فريد من أكثر الحملات انتشارا لملامستها للإحساس الشفاف والمرهف لدى الإنسان، تم توزيع ورود ملحق بها بطاقات تعريف بالرسول والكتاب لغير المسلمين في دبي مول والجي بي ار وإمارات مول والمارينا والهدف منها تعريفهم بأخلاق نبي الرحمة رسول الإسلام.
- حملة لا تحدثني عن الإسلام ولكن دعني اراه في اخلاقك حملة خاصة لاحياء سنة الرسول من خلال الملصقات والمقاطع المرئية والصوتية وصفحات الفيس بوك
- حملة انا مسلم فخور في ديني.
- مسابقة هذا محمد طول شهر رمضان.
- اطلاق مبادرات تفطير الصائمين من خلال صفاحتنا بالفيس بوك.
- زيارات خاصة للمسلمين الجدد إلى الكتاب واعطائهم الكتاب كهدية.
- إطلاق حملة مقاطعة محرك البحث غوغل وموقع اليوتيوب بمؤتمر صحفي في مصر بتعاون من جريدة دايلي نيوز المصرية بهدف ازالة الفيلم المسئ.
- المشاركة في اطلاق أكبر حمامة سلام بالعالم مع رائد الفضاء العراقي فريد لفتة بمؤتمر السلام والرياضة برعاية امير موناكو وباشراف مجلس دبي الرياضي.
- توقيع اتفاق مع هيئة ال مكتوم لطباعة الكتاب وتوزيعه بشكل مجاني لغير المسلمين .
- امسية مع الدكتور محمد العولقي باستضافة ساقية عبد المنعم الصاوي في محافظة الجيزة المصرية
- ابتكار جائزة الرياضي المحمدي .
- عمل مأدبة سحور وزع خلالها الجوائز التذكارية .
- إطلاق مبادرة الإطار الصائمين على صفحة النبي واحد والذي بلغ المستفيدين 9 ملايين شخص .
- إطلاق مبادرة ضد الفري هق، ورددنا عليها بمبادرة " ابتسم انها سنة " واعتمدها محبين العولقي في الدول العربية، من خلال حمل لوحة كتب عليها " ابتسم انها سنة .
- إقامة المحاضرات والندوات في كل من كلية الصيدلة بدبي وجامعة الملك سعود وبعض الجهات الأخرى